# Мохаммед Аль-Джахані
Мохаммед Аль-Джахані (араб. محمد الجهاني; нар. 28 вересня 1974) — саудівський футболіст, що грав на позиції захисника.
Виступав, зокрема, за клуб «Аль-Аглі», а також національну збірну Саудівської Аравії.

## Клубна кар'єра
У дорослому футболі дебютував 1997 року виступами за команду клубу «Аль-Аглі», кольори якої і захищав протягом усієї своєї кар'єри гравця, що тривала десять років. 

## Виступи за збірні
У 1993 році залучався до складу молодіжної збірної Саудівської Аравії.
У 1996 році дебютував в офіційних матчах у складі національної збірної Саудівської Аравії. Протягом кар'єри у національній команді, яка тривала 7 років, провів у формі головної команди країни 66 матчів.
У складі збірної був учасником кубка Азії з футболу 1996 року в ОАЕ, здобувши того року титул переможця турніру, розіграшу Кубка конфедерацій 1997 року у Саудівській Аравії, чемпіонату світу 1998 року у Франції, розіграшу Кубка конфедерацій 1999 року у Мексиці, кубка Азії з футболу 2000 року у Лівані, де разом з командою здобув «срібло», чемпіонату світу 2002 року в Японії і Південній Кореї.

## Титули і досягнення
- Переможець Юнацького (U-19) кубка Азії: 1992
- Володар Кубка Азії: 1996
- Срібний призер Кубка Азії: 2000
- Переможець Кубка арабських націй: 1998
- Переможець Кубка націй Перської затоки: 2002